# Райбаксел
Райбаксел (на английски: RybAxel) е професионален кеч отбор включващ Райбак и Къртис Аксел. Дебютират на 12 ноември 2013.

## В кеча
Финишър на Аксел
- Axehole

Финишър на Райбак
- Shell Shocked

Мениджъри
- Пол Хеймън

Интро песни
- Meat On the Perfect Table by Jim Johnston (Maрт 31, 2014–настояще)

## Титли и постижения
- WWE Intercontinental Championship (1 път) – Аксел